# Johannes Hjelmslev
Johannes Trolle Hjelmslev (fødenavn Johannes Trolle Petersen) (født 7. april 1873 i Hørning ved Aarhus, død 16. februar 1950 i København) var en dansk matematiker. Han var søn af sadelmager Niels Peter Petersen og Marie Kirstine Pedersen (født Trolle) samt far til sprogvidenskabsmand Louis Hjelmslev. 
Efter at have taget realafgangseksamen ved Skanderborg Realskole 1888 kom han i Aarhus lærde Skole, hvorfra han dimitteredes 1890, tog 1891 filosofikum og 1894 magisterkonferens i matematik. Derefter har han ernæret sig som lærer og manuduktør, bl.a. lærer på Borgerdydskolen. I 1897 erhvervede han doktorgraden for et arbejde om den infinitesimale deskriptivgeometri. Den deri udviste geometriske opfindsomhed lægger sig endnu bedre for dagen i et arbejde i Videnskabernes Selskabs oversigt 1898: "Et nyt princip for linjegeometriske undersøgelser". 27. december 1898 ægtede han Agnes Elisabeth Bohse (født 4. oktober 1874), adoptivdatter af stadslæge Bohse i Fredericia. Fra 1903 havde han lærestolen i deskriptiv geometri på den polytekniske læreanstalt (professorat fra 1905 til 1917). I perioden 1917-1942 var han professor i matematik på Københavns Universitet. Desuden var han rektor sammesteds i perioden 1928-29. Han tog navneforandring i 1904 til "Hjelmslev", da J. Petersen allerede blev brugt af Julius Petersen. Navnet er fra hans fødested, Hjelmslev Herred.